# Łuczkino (rejon totiemski)
Łuczkino (ros. Лучкино) – wieś w Rosji, w rejonie totiemskim obwodu wołogodzkiego. W 2002 r. liczyła 3 mieszkańców, a w 2010 r. była niezamieszkana.